# Vápník
Vápník (chemická značka Ca, latinsky calcium) je nejvýznamnější prvek z řady kovů alkalických zemin, lehký, velmi reaktivní kov. Autorem jeho českého a slovenského názvu je Jan Svatopluk Presl.

## Základní fyzikálně-chemické vlastnosti
Poměrně měkký, lehký, reaktivní kov, který se svými vlastnostmi více podobá vlastnostem alkalických kovů než vlastnostem předcházejícímu členu – hořčíku. V kapalném amoniaku se rozpouští za vzniku tmavě modrého roztoku. Vápník patří k lepším vodičům elektrického proudu a tepla. Není tolik reaktivní jako alkalické kovy, ale je lepší ho uchovávat pod petrolejem. Soli vápníku barví plamen cihlově červeně.
Vápník je velmi reaktivní a v přírodě vytváří pouze vápenaté sloučeniny Ca2+. Vápník reaguje za pokojové teploty s kyslíkem i vodou. Při zahřátí se snadno slučuje s dusíkem na nitrid vápenatý Ca3N2 a s vodíkem na hydrid vápenatý CaH2 a i s velkým množstvím prvků tvoří za vyšších teplot sloučeniny.

## Historický vývoj
Vápenaté sloučeniny jsou lidstvu známy již od starověku – pálením vápence nebo mramoru se získávalo a dodnes získává pálené vápno neboli oxid vápenatý CaO, jeho reakcí s vodou vzniká hašené vápno neboli hydroxid vápenatý, který se používal a dodnes používá k přípravě malty. Malta se ve starověku také vyráběla ze sádry neboli sádrovce či chemicky dihydrátu síranu vápenatého CaSO4·2H2O.
Zatímco v Itálii se běžně používala malta z vápence, v Egyptě se běžně používala malta ze sádrovce – není tedy divu, že staré egyptské pyramidy a hrobky mají omítky z této malty. Výrobu malty z vápence popisuje již spisovatel Dioskoridos (původem z Malé Asie) v 1. století našeho letopočtu. Název vápníku / Calcia je odvozen od slova vápno, latinsky calx.
Později se stalo běžné označovat oxid vápenatý jako vápenatou zeminu a časem se označení zemina přeneslo i na ostatní oxidy kovů alkalických zemin a kovů vzácných zemin (kovy vzácných zemin jsou prvky III.B skupiny).
Vápník poprvé připravil sir Humphry Davy roku 1808 elektrolýzou vápenatého amalgámu, který si připravil elektrolýzou slabě zvlhčeného hydroxidu vápenatého za použití rtuťové katody.

## Výskyt v přírodě

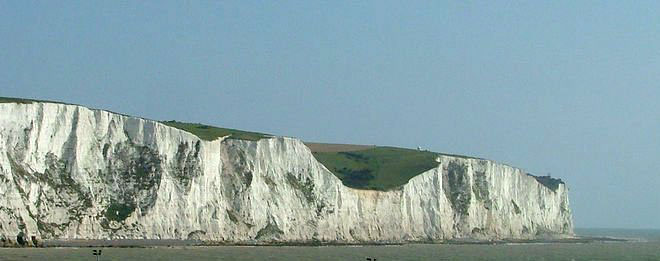
Křídové útesy anglického Doveru

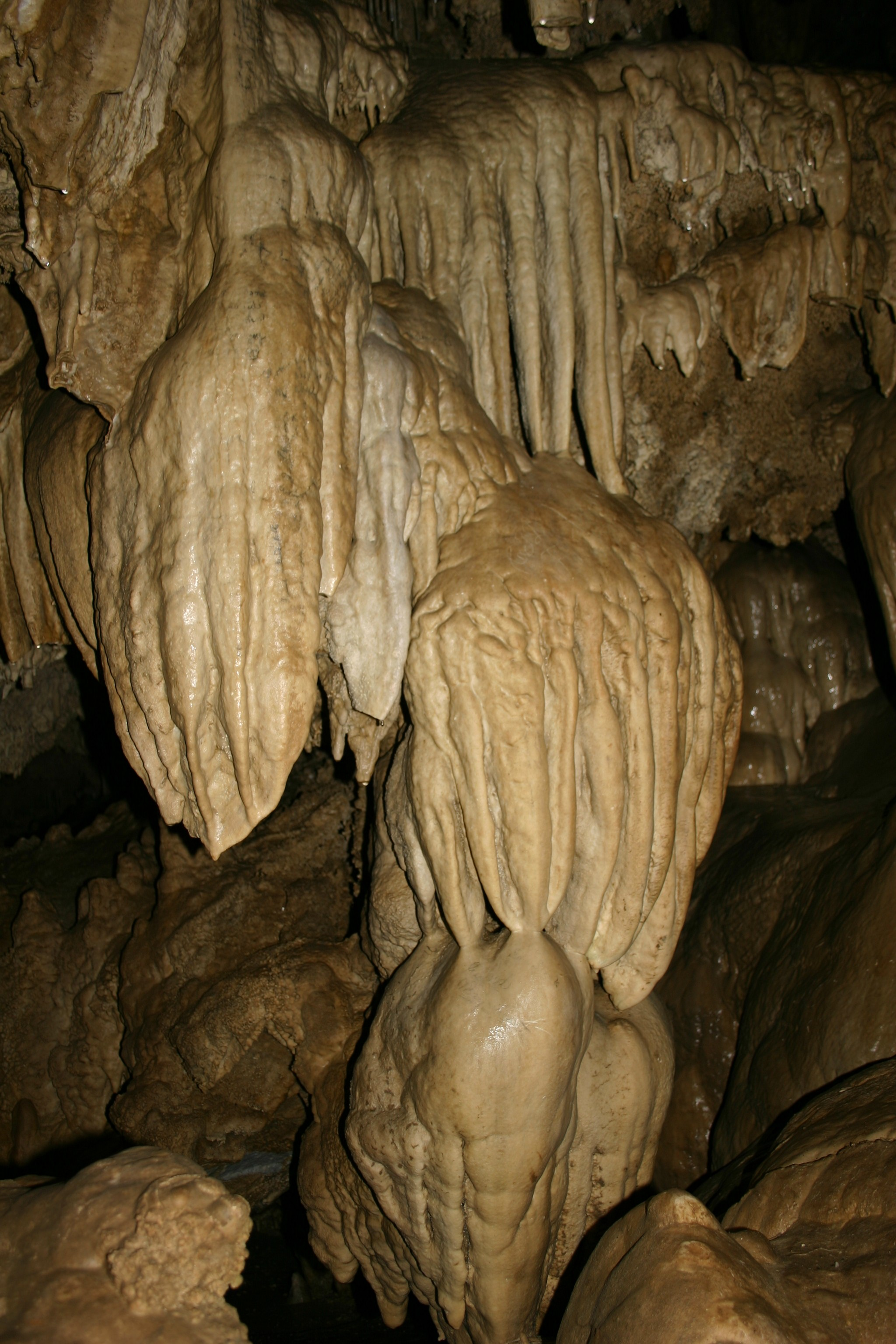
Krápníková jeskyně

Díky své velké reaktivitě se vápník v přírodě vyskytuje pouze ve sloučeninách. Ve všech má mocenství Ca+2.
Jako biogenní prvek je jedním ze základních stavebních kamenů buněk všech živých organizmů na této planetě.
Zemská kůra je z velké části tvořena horninami, ve kterých vápník tvoří velmi podstatnou složku. Podle posledních dostupných údajů tvoří vápník 3,4 – 4,2 % zemské kůry a je tedy pátým nejzastoupenějším prvkem a třetím nejzastoupenějším kovem, řadí se za železo a před hořčík. V mořské vodě je jeho koncentrace pouze 0,4 g Ca/l a ve vesmíru připadá na jeden atom vápníku přibližně půl milionu atomů vodíku.
Nejběžnější horninou na bázi vápníku je vápenec, uhličitan vápenatý CaCO3 tvořený minerálem kalcitem nebo aragonitem stejného chemického složení. Tato hornina se nachází prakticky ve všech lokalitách biologického původu a pochází ze schránek obyvatelů pravěkých (především druhohorních) moří. Česko patří ve světě mezi státy s nejbohatším výskytem hornin vápencového typu, známá je například lokalita mezi Prahou a Berounem nebo Moravský kras.
Speciální typ představuje křída, téměř čistý měkký pórovitý vápenec s typicky zářivě bílou barvou, nacházející se například na pobřeží kanálu La Manche nebo na Rujáně. Její největší ložiska vznikla ve stejnojmenném geologickém období v pravěkých mořích vysrážením uhličitanu vápenatého na usazených vápenatých skořápkách prvoků. Nejznámějším využitím je plavením přírodní křídy vyrobená psací křída, důvěrně známá ze školního prostředí.
Nejvíce ceněnou odrůdou vápence je mramor nebo travertin, používaný především k dekorativním účelům – obklady budov, sochy. Významná naleziště jsou na Apeninském poloostrově (carrarský mramor), ale i v České republice (slivenecký mramor). Jedná se o přeměněnou horninu vzniklou z vápence rekrystalizovaného vysokým tlakem a teplotou. Výsledná barva je závislá na příměsích a pigmentu v původní hornině. Příměsi, které se v původní hornině vyskytovaly ve vrstvách nebo v žílách, se metamorfózou přetvářejí v charakteristickou mramorovou kresbu. Ta jej činí méně pevným, proto se mramor s kresbou obvykle nepoužívá pro sochy.
Vzájemné chemické přechody mezi uhličitanem a hydrogenuhličitanem vápenatým Ca(HCO3)2 jsou příčinou vzniku krasových jevů. Princip těchto procesů spočívá v tom, že hydrogenuhličitan vápenatý je vodě více rozpustný než uhličitan vápenatý. Pokud se roztok Ca(HCO3)2 v podzemní vodě dostane do kontaktu s atmosférickým oxidem uhličitým CO2, dojde ke vzniku málo rozpustného uhličitanu, který se usadí na místě svého vzniku. Tyto přírodní úkazy se vyskytují v jeskynních systémech po celém světě a pomalý růst stalaktitů, stalagmitů a stalagnátů je geologickou obdobou růstu a vývoje živých organizmů v přírodě.

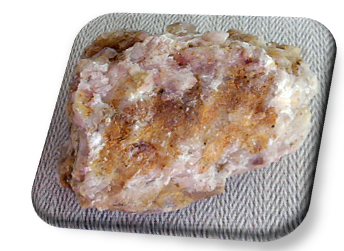
Vápenec
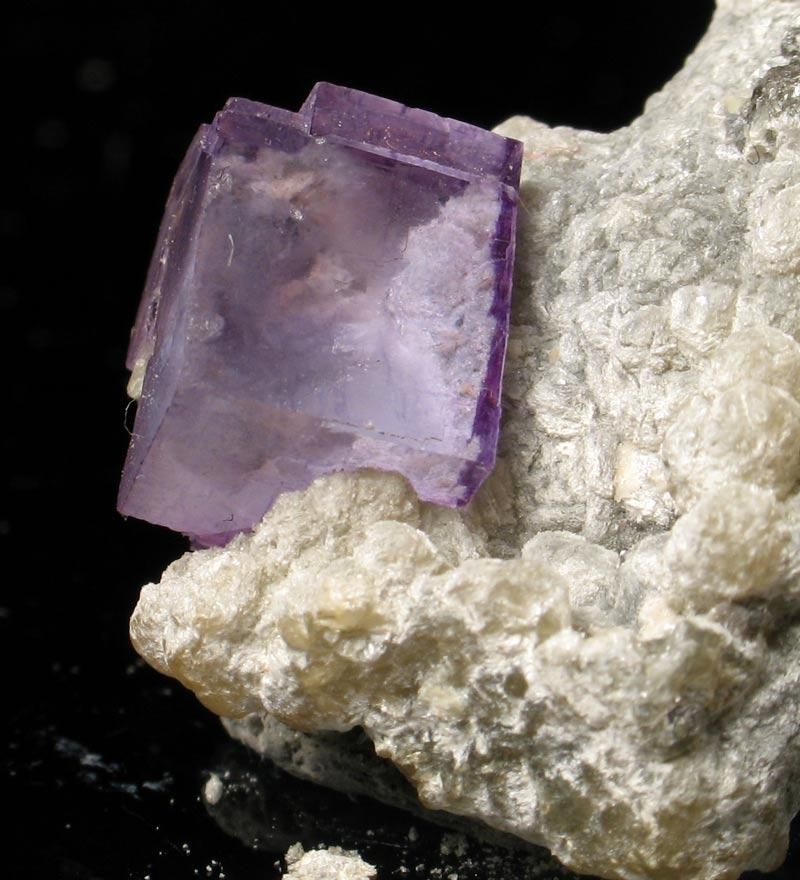
Krystal fluoritu (fialový) v kalcitu (bílý)
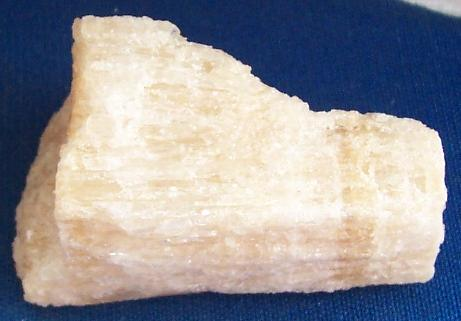
Alabastr

Další minerály
- Významným zdrojem vápníku je dolomit, směsný uhličitan hořečnato-vápenatý CaMg(CO3)2, jehož ložiska se nacházejí v jižní Evropě, Brazílii, jižní Austrálii i Severní Americe.
- Apatit 3 Ca3(PO4)2·Ca(F,Cl)2 jako poměrně komplikovaný fosforečnan vápenatý patří mezi významné přírodní zdroje vápníku.
- Fluorit neboli kazivec je minerál o chemickém složení CaF2 (fluorid vápenatý). Jeho ložiska jsou v Číně, USA, Anglii, Německu ale i České republice. Využívá se především jako surovina pro výrobu fluoru, ale i jako dekorativní kámen pro výrobu ozdobných předmětů.
- Sádrovec neboli selenit je hydratovaný síran vápenatý CaSO4·2H2O. Vyskytuje se poměrně hojně ve střední Evropě (ČR, SR, Německo, Rakousko) a USA.
- K méně zastoupeným a méně významným minerálům patří dále anhydrit CaSO4, tachhydrid CaCl2·2MgCl2·12H2O, polyhalit K2SO4·MgSO4·2CaSO4·2H2O, glauberit Na2S4·CaSO4, scheelit CaWO4, arseniosiderit 6CaO·3As2O3·4Fe2O3·9H2O, wollastonit Ca2[Si2O6] a mnoho dalších dusičnanů, jodičnanů, uhličitanů, fosforečnanů, arseničnanů, boritanů a křemičitanů.

## Výroba
- Kovový vápník se průmyslově vyrábí elektrolýzou taveniny chloridu vápenatého ve směsi s fluoridem vápenatým nebo chloridem draselným. Dalším produktem této reakce je elementární chlor nebo fluor, který je ihned dále zpracováván v chemické výrobě. K elektrolýze se používá grafitové anody, na které se vylučuje chlor nebo fluor, a železné katody, na které se vylučuje vápník.[2]
- Vápník se dá také připravit aluminotermickou reakcí oxidu vápenatého s hliníkem, těkavý vápník oddestilovává z reakce pryč a tím dochází k posunu rovnováhy.[3]

3 CaO + 2 Al → Al2O3 + 3 Ca
Ročně se vyrobí okolo 1000 tun vápníku.

## Využití
- Elementární vápník vykazuje velmi silné redukční vlastnosti a jemně rozptýlený kov se využívá k redukcím v organické syntéze ale i redukční výrobě jiných kovů, např. uranu, zirkonia, thoria, plutonia, hafnia, vanadu, či wolframu. Dále se těchto vlastností využívá v metalurgii k získávání neodymu a boru z jejich oxidů, k regulaci obsahu grafitického uhlíku a obsahu kyslíku v litině nebo také k odstraňování bismutu z olova.
- Velká reaktivita kovového vápníku slouží v metalurgii k odstraňování malých množství síry a kyslíku z taveniny železa a při výrobě oceli.
- Vápník se používá jako přísada při výrobě vápenatých skel nebo jako součást některých slitin – například olověný ložiskový kov, který se vyráběl v Německu, obsahuje kromě olova 0,7 % vápníku, 0,6 % sodíku a 0,04 % lithia. Další speciální slitinou je Nd-Fe-B slitina, ze které se pořizují trvalé magnety. Dále se využívá do automobilových bezobslužných hermetických akumulátorů.
- Vápníku se využívá jako legovací látky pro zesílení hliníkových nosníků.
- Menší množství se spotřebuje pro výrobu vodíku do balónů pro meteorologické účely.
- Vápenec (uhličitan vápenatý), z něj vzniklý oxid vápenatý a z něj vzniklý hydroxid vápenatý se používají již od starověku ve stavebnictví. Nejstarší dochované zbytky staveb postavených s použitím vápenné malty byly nalezeny na Blízkém východě a pocházejí z období neolitu (mladší doby kamenné). Hašené vápno je ve stavebnictví složkou mnoha důležitých pojivých prvků jako je např. malta, omítkové směsi atd. Při jejich aplikaci dochází k reakci bazického vápna se vzdušným oxidem uhličitým za vzniku původního uhličitanu vápenatého CaCO3

Ca(OH)2 + CO2 → CaCO3 + H2O
Hydroxid vápenatý Ca(OH)2 – hašené vápno – se využívá také v lékařství pro jeho dezinfekční účinky a k bělení chlévů nebo venkovních omítek. Dále se s ním můžeme setkat na sklech skleníků, přičemž po zatvrdnutí (vznik uhličitanu vápenatého; viz výše) brání přímému slunečnímu záření na rostliny.
- Vápenec i sádrovec jsou složkami při výrobě dnes patrně nejběžnějšího stavebního materiálu – cementu. Po smíšení s pískem a vodou vzniká pevná, tvrdá a odolná hmota – beton, s níž se setkáváme denně jako materiálem pro konstrukce moderních staveb a základním materiálem silnic, leteckých přistávacích drah, železničních pražců aj.
- Uhličitan vápenatý se kromě stavebnictví používá také k výrobě křídy, jako nátěrová barva (tzv. křídová běloba), do zubních prášků, tmelů, v lékařství atd.

- Sádrovec (dihydrát síranu vápenatého) slouží ke štukatérským pracím a ke zhotovování forem a sádry neboli hemihydrátu síranu vápenatého CaSO4·½H2O. Tato sloučenina se vyrábí termickým rozkladem sádrovce CaSO4·2H2O a po smíšení s vodou dochází k opětné hydrataci a vzniká zářivě bílá, poměrně pevná a tvrdá hmota. Má všestranné využití ve stavebnictví, při výrobě kopií různých předmětů (zubní lékařství) atd. Podle podmínek při výrobě sádry a přísad při jejím tuhnutí lze docílit celé škály výsledných produktů s různou tvrdostí, rychlostí tuhnutí, barvou apod. Odrůdy sádrovce jsou mariánské sklo a alabastr, který se používá jako obkladový materiál.
- Karbid vápenatý se používá jako silné redukční činidlo a dříve se ho využívalo v hornictví, kdy se používaly karbidky neboli karbidové lampy, v nichž docházelo při reakci karbidu vápenatého s vodou k tvorbě ethynu, ten při reakci s kyslíkem hořel a při hoření vznikalo světlo. Tyto lampy byly součástí horníkovy přilbice a pomocí regulátoru přikapávání vody, regulovali rychlost reakce a tedy i množství světla.
- Fosforečnany vápenaté, např. Ca(HPO4)2, se používají jako průmyslová hnojiva, dodávající rostlinám jak fosfor, tak vápník.

## Sloučeniny

### Anorganické sloučeniny

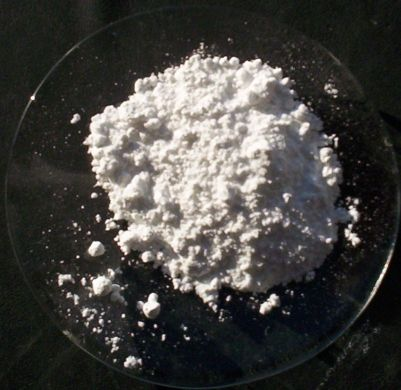
Uhličitan vápenatý

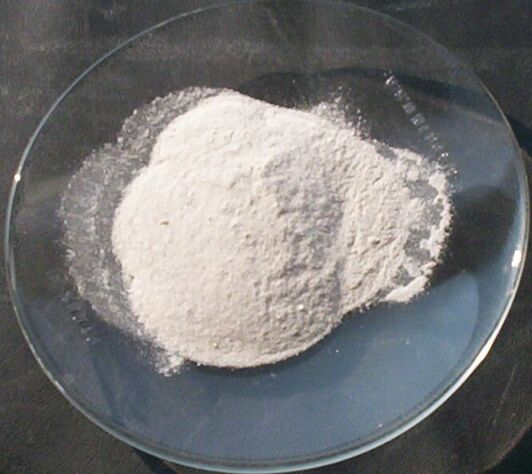
Fluorid vápenatý

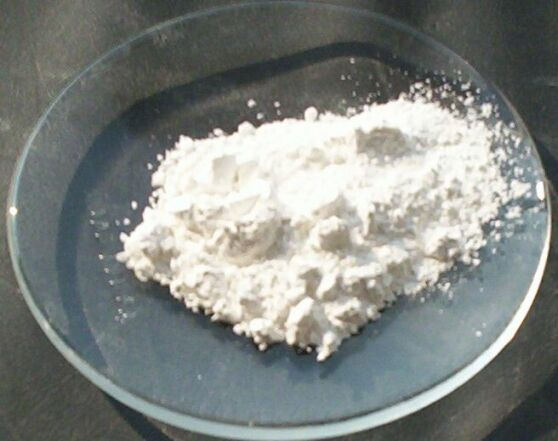
Hydroxid vápenatý

- Hydrid vápenatý CaH2 je bílá krystalická látka. Je to silné redukční činidlo, které se ale vzhledem ke své vysoké ceně k běžným redukcím nevyužívá. Při reakci s vodou vzniká z hydridu vápenatého hydroxid vápenatý a vodík. Nejsnáze se připraví reakcí zahřátého vápníku ve vodíkové atmosféře, při které často vápník ve vodíku začne hořet.
- Oxid vápenatý CaO neboli žíravé či pálené vápno je bílá práškovitá látka. Oxid vápenatý reaguje s vodou za vzniku hydroxidu vápenatého. Oxid vápenatý se vyrábí pálením vápence neboli uhličitanu vápenatého nebo reakcí kyslíku s vápníkem.

CaCO3 → CaO + CO2
- Hydroxid vápenatý Ca(OH)2 je lehký, bílý prášek, obsahující velmi drobné destičkovité krystalky portlanditu. Je téměř nerozpustný ve vodě a s rostoucí teplotou rozpustnost dokonce klesá. Vodný roztok hydroxidu vápenatého se nazývá vápenné mléko. Vyrábí se hašením páleného vápna nebo reakcí vápníku s vodou.

CaO + H2O → Ca(OH)2
- Peroxid vápenatý CaO2 je bílá práškovitá látka, která se obtížně rozpouští ve vodě. Vzniká reakcí peroxidu sodného s hydroxidem vápenatým.

#### Soli
Větší část vápenatých solí se ve vodě rozpouští, ale část se rozpouští hůře nebo vůbec, všechny soli mají bílou barvu (nebo jsou bezbarvé), pokud není anion soli barevný (manganistany, chromany). Vápenaté soli jsou lépe rozpustné než soli hořečnaté. Vápenaté soli vytváří snadno podvojné soli a dnes i komplexy, které ale nejsou pro vápník a i další kovy alkalických zemin typické.
- Fluorid vápenatý CaF2 je bílá, velmi málo rozpustná, gelovitá látka. Vzniká srážením roztoků vápenatých solí fluoridovými aniony nebo reakcí hydroxidu vápenatého či uhličitanu vápenatého s kyselinou fluorovodíkovou.
- Chlorid vápenatý CaCl2 je bílá krystalická látka, velmi dobře rozpustná ve vodě, která normálně váže 2 molekuly vody za vzniku CaCl2·2H2O. Zahřátím lze krystalickou vodu odstranit a látku použít k sušení organických tekutin nebo plynů. V zimě se používá k sypání silnic a chodníků. Připravuje se rozpouštěním uhličitanu vápenatého nebo hydroxidu vápenatého v kyselině chlorovodíkové.
- Bromid vápenatý CaBr2 a jodid vápenatý CaI2 jsou bílé krystalické látky, velmi dobře rozpustné ve vodě. Bromid vápenatý se používá ve fotografickém průmyslu a v lékařství. Jodid i bromid se připravují rozpouštěním hydroxidu vápenatého nebo uhličitanu vápenatého v kyselině bromovodíkové popř. kyselině jodovodíkové.
- Dusičnan vápenatý Ca(NO3)2 neboli vápenatý ledek je bílá krystalická látka, která je velmi dobře rozpustná ve vodě. Dříve se používal jako hnojivo. Vyrábí se reakcí hydroxidu vápenatého nebo uhličitanu vápenatého s kyselinou dusičnou.
- Uhličitan vápenatý CaCO3 je bílá práškovitá, ve vodě obtížně rozpustná látka, jejíž rozpustnost s teplotou roste. V přírodě se vyskytuje jako nerost v sedmi stabilních a jedné nestabilní modifikaci. Připravuje se srážením vápenatých iontů uhličitanovými aniony nebo reakcí vzdušného oxidu uhličitého s hydroxidem vápenatým – podstata tuhnutí vápenné malty. Je jen velmi málo rozpustný ve vodě, ale při dlouhodobém působením vody a kysličníku uhličitého na vápenec se tvoří krasové oblasti (krápníky) a vzniká hydrogenuhličitan, který již ve vodě rozpustný je. Tato reakce je kromě vzniku krápníků také schématem koloběhu vápníku v přírodě:

CaCO3 + H2O + CO2 ⇌ Ca(HCO3)2
- Hydrogenuhličitan vápenatý Ca(HCO3)2 je ve vodě lehce rozpustná látka, která se výrazně podílí na koloběhu Ca v přírodě. Způsobuje tzv. přechodnou tvrdost vody (spolu s Mg(HCO3)2 ), kterou lze jednoduše odstranit převařením. v nádobě se vytvoří všem známý vodní kámen, což je uhličitan vápenatý:

Ca(HCO3)2 → CaCO3 + H2O + CO2
- Síran vápenatý CaSO4 je bílá práškovitá látka, která je jen částečně rozpustná ve vodě (obecně se považuje za nerozpustnou). Rozpustnost se mění v závislosti na teplotě a při 40 °C je nejvyšší. V přírodě se vyskytuje jako nerost v několika krystalických modifikacích anebo jako součást nerostů. Připravuje se reakcí rozpustné vápenaté soli se síranovými aniony.

### Organické sloučeniny
Mezi organické sloučeniny vápníku patří zejména vápenaté soli organických kyselin, například šťavelan vápenatý, který se nachází v listech rebarbory spolu s kyselinou šťavelovou a způsobuje jejich jedovatost, a vápenaté alkoholáty. K dalším vápenatým sloučeninám patří organické komplexy. Zcela zvláštní skupinu organických vápenatých sloučenin tvoří organokovové sloučeniny.

## Biologický význam vápníku

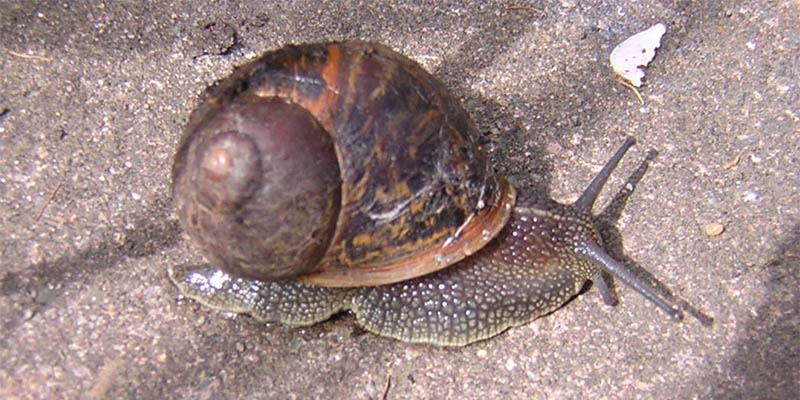
Hlemýžď kropenatý
Cornu aspersum (O. F. Müller, 1774)

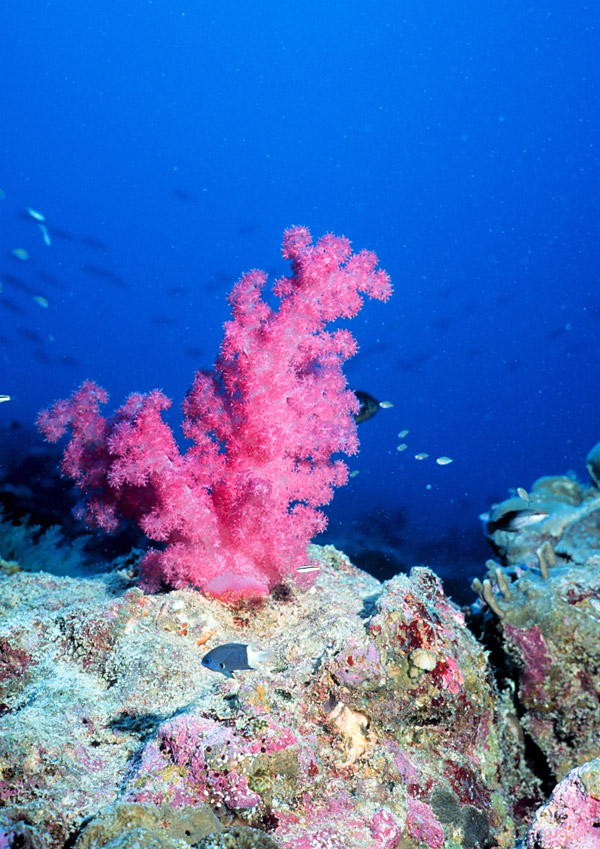
Mořský korál

Vápník patří mezi biogenní prvky, které jsou nezbytné pro všechny živé organismy. V tělech obratlovců je základní součástí kostí a zubů, nachází se ale i ve svalech, krvi a dalších tělesných tkáních.
Tvrdé schránky — škeble a mušle rozmanitých tvarů a velikostí chránící těla různých mořských i sladkovodních plžů a mlžů jsou tvořeny z velké části především sloučeninami vápníku.
Mohutné korálové útesy, které po staletí vytvářejí mořští polypi z třídy korálnatců, jsou zbytky vápenitých koster těchto uhynulých živočichů. V naší přírodě se nejčastěji setkáme s hlemýždi, které jejich vápenitá ulita chrání před predátory.
Vápník je nejhojněji se vyskytujícím minerálem v lidském těle. Hraje zcela nezastupitelnou roli pro zachování zdraví našich kostí. V lidské potravě představuje vápník velmi podstatnou složku. Mimo jiné napomáhá také správné funkci srdce, svalů a nervové soustavy a přispívá ke srážení krve. 99 % veškerého vápníku přítomného v lidském těle je obsaženo v kostech a zubech, zbývající 1 %, se nachází v krvi a měkkých tkáních. Protože je vápník nezbytný pro zdravý vývin a růst kostí a zubů, je důležité, aby se pravidelně vyskytoval především v jídelníčku dětí a mládeže. Důležitý přitom není pouze dostatek samotného vápníku, ale i vitaminu D, který pomáhá při ukládání vápníku do kostní hmoty. Distribuci a využití vápníku řídí některé hormony štítné žlázy a příštítných tělísek. Pro využití vápníků je důležitý i prvek hořčík. Nedostatek některého z těchto faktorů je příčinou onemocnění křivice neboli rachitidy. Nedostatek vápníku, resp. vitamínu D v dětství je podezřelý jako jeden z možných faktorů vyvolávající později roztroušenou sklerózu. U starších lidí a u lidí s nedostatkem pohybu či nedostatečným příjmem vápníku dochází k úbytku vápníku z kostní hmoty, což se projevuje jako osteoporóza (řídnutí kostí). Kosti jsou křehké, snadno se lámou a zlomeniny se naopak obtížně a velmi zdlouhavě hojí. Na základě výzkumu prováděného ve Spojených státech se zjistilo, že přibližně 34 miliónů Američanů trpí sníženou hustotou kostní hmoty a u 10 miliónů již propukla osteoporóza. Mezi pacienty trpícími osteoporózou přitom najdeme z 80 % ženy a z 20 % muže. Zlomenina zaviněná řídnutím kostí se někdy v životě objeví u poloviny všech žen a čtvrtiny všech mužů starších 50 let.
Uvádí se, že denní dávka vápníku by měla činit 800 – 1000 mg denně, u kojících žen ještě asi o 500 mg více. Nejvýznamnější a nejlépe vstřebatelný zdroj vápníku v lidské potravě představuje mléko a mléčné výrobky. Některé studie, zvláště proveganských institucí a vědců toto tvrzení označuje za uměle udržovaný mýtus. Poukazuje na to, že vápník v kravském mléce obsažený má velice špatnou vstřebatelnost a dále se vyskytují studie které tvrdí, že při trávení kravského mléka je naopak spotřebováván vápník z vlastních tělesných zásob. Nicméně žádná z těchto studií nebyla dostatečně ověřena. Naopak bylo prokázáno, že obsah vápníku v kravském mléce je více než 1g v litru a je velmi dobře vstřebatelné. Jeho dobrá vstřebatelnost je dána příznivým poměrem obsahu vápníku a fosforu v mléce (1:0,8). Větší obsah vápníku mají už jen další mléčné výrobky jako sýry a bílé jogurty, dále fazole a mák.
Vápník je přítomen ve většině listové zeleniny (např. brokolici a zelí, ale ne ve špenátu), semenech (zejména máku a sezamu), obohaceném rostlinném mléku (např. sojovém nebo ovesném), ořeších, ovesných vločkách a řadě minerálních vod. Ovšem v zelenině je vápník (i některé jiné prvky) často vázán jako nerozpustný fytát či šťavelan [zdroj?]. Také vláknina omezuje jeho využití [zdroj?]. Je třeba si uvědomit, že lidská strava má být celkově vyvážená a spolu s přísunem důležitého množství vápníku musí obsahovat i dostatek ostatních minerálních složek (např. hořčíku či fosforu).
| Skupina               | Optimální denní příjem vápníku v mg/den |
| --------------------- | --------------------------------------- |
| Děti 1–5 let          | 800                                     |
| Děti 6–10 let         | 800–1200                                |
| Dospívající 11–24 let | 1200–1500                               |
| Muži 25–65 let        | 1000                                    |
| Muži nad 65 let       | 1500                                    |
| Ženy 25–50 let        | 1000                                    |
| Ženy nad 50 let       | 1500                                    |
| Ženy těhotné a kojící | 1200–1500                               |